# (24169) 1999 WQ11
1999 دابليو كيو 11 (ويعرف أيضًا باسم (24169) 1999 دابليو كيو 11 وفق تسمية الكوكب الصغير) (بالإنجليزية: 1999 WQ11)‏ هو كويكب ضمن حزام الكويكبات؛ وترتيبه 24169 من حيث الاكتشاف.
اكتُشف هذا الجُرم الفلكي بواسطة تاكيشي أوراتا ‏ في 29 نوفمبر 1999.

## وصلات خارجية
- (24169) 1999 WQ11 في قاعدة بيانات مختبر الدفع النفاث لأجرام النظام الشمسي الصغيرة

- الاكتشاف · مخطط المدار ·  العناصر المدارية · المعلمات المادية

- (24169) 1999 WQ11 على موقع ويكي سكاي: DSS2, SDSS, GALEX, IRAS, Hydrogen α, X-Ray, Astrophoto, Sky Map, Articles and images